# Siêu tân tinh trong tác phẩm giả tưởng

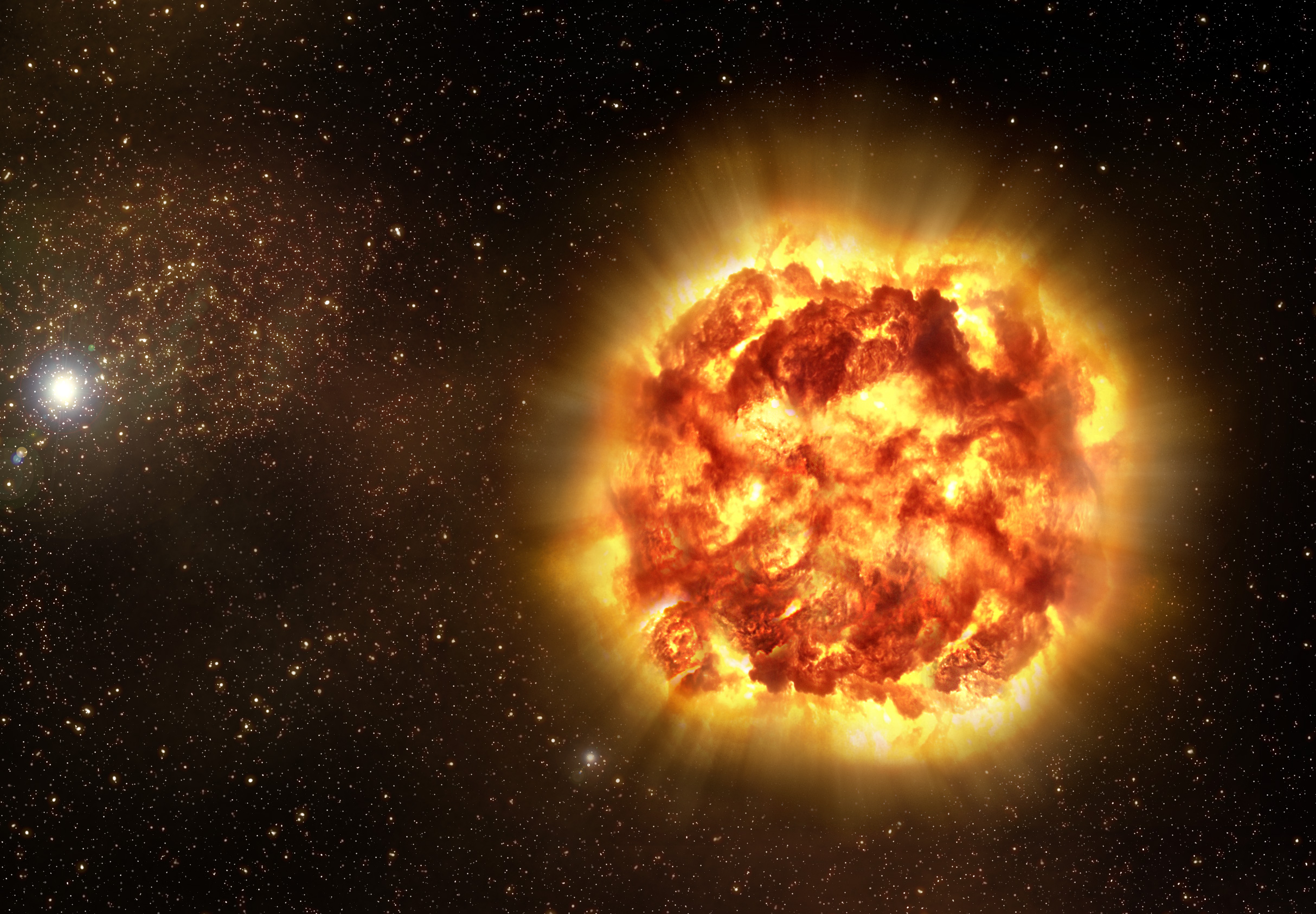
Minh họa về siêu tân tinh

Siêu tân tinh (hay còn được gọi là sao siêu mới) là một sự kiện thiên văn học biến đổi tức thời xảy ra trong giai đoạn cuối của quá trình tiến hóa sao ở các sao khối lượng lớn, mà một vụ nổ khổng lồ cuối cùng đánh dấu sự hủy diệt của sao. Sự kiện thiên văn học này trở thành nguồn cảm hứng trong các tác phẩm giả tưởng từ đầu thập niên 1900. Viễn cảnh Mặt Trời phát nổ đã được sử dụng làm ý tưởng xây dựng nhiều cốt truyện có chủ đề về thảm họa xảy ra trên Trái Đất, mặc dù hiện nay đã thừa nhận rằng thực tế Mặt Trời không thể phát nổ. Những cốt truyện thường khai thác một cách lặp đi lặp lại về việc nhân loại không thể tránh khỏi sự kiện diệt vong, sự bất lực và hành trình sơ tán loài người khỏi hành tinh, trong hành trình này đôi khi được người ngoài hành tinh giúp đỡ. Sự hủy diệt Trái Đất đóng vai trò là nguyên nhân giải thích lý do loài người bắt đầu thực hiện định cư ngoài không gian. Một kịch bản cũng hay được khai thác khác chính là ảnh hưởng xấu của bức xạ phát ra từ các siêu tân tinh đe dọa lên sự sống Trái Đất. Bên cạnh loài người, các nền văn minh ngoài hành tinh đôi khi cũng phải đối mặt với sự nguy hiểm của siêu tân tinh. Trong một số tác phẩm, siêu tân tinh lại được một thực thể tạo ra một cách có chủ ý để làm vũ khí hoặc sử dụng với mục đích phi bạo lực nào đó. Một số tác phẩm khác lại khai thác chi tiết siêu tân tinh xuất hiện tự nhiên.

## Bối cảnh
Siêu tân tinh (supernova) là sự kiện thiên văn học trong đó một ngôi sao (ngôi sao này có kích thước rất lớn hoặc là sao lùn trắng trong hệ sao đôi) phát nổ, giải phóng một lượng năng lượng khổng lồ trong khoảng thời gian ngắn. Trong khi tân tinh (nova) là một loại sự kiện thiên văn khác với siêu tân tinh (cũng liên quan đến sao lùn trắng trong hệ sao đôi giải phóng năng lượng với cường độ ít hơn nhiều vì nó chỉ liên quan đến bề mặt sao chứ không phải toàn bộ ngôi sao), các tác giả khoa học viễn tưởng thường dùng song hành hai thuật ngữ này mà không cần làm rõ thêm về khái niệm. Có thể giải thích một phần hiện tượng này là do các tác phẩm khoa học viễn tưởng sớm nhất mô tả những hiện tượng ngôi sao bị nổ xuất hiện trước khi thuật ngữ "siêu tân tinh" được đề xuất với tư cách là một loại sự kiện thiên văn học riêng biệt vào năm 1934. Trước năm 1934 này, bất kỳ sự xuất hiện sự kiện "sao mới" trên bầu trời đều được phân loại là "tân tinh" (nova), ví dụ như quan sát của Tycho Brahe năm 1572 và Johannes Kepler năm 1604.

## Thảm họa

### Mặt Trời
Một số cốt truyện khoa học viễn tưởng tận thế và hậu tận chế khai thác viễn cảnh Mặt Trời phát nổ. Các tác giả đã nhận thức được sự kiện thiên văn như vậy sẽ có sức tàn phá khủng khiếp, làm xóa sổ hầu như toàn bộ nhân loại, và vì thế trong khi truyện ngắn "The End of the World" (Tạm dịch: Tận thế) năm 1903 của Simon Newcomb xoay quanh cuộc sống một vài người sống sót sau sự kiện này. Truyện ngắn năm 1924 của Hugh Kingsmill cũng có tựa đề "The End of the World" lại tập trung khắc họa bối cảnh Trái Đất bị diệt vong. Theo nhà văn khoa học viễn tưởng Brian Stableford viết trong tác phẩm Science Fact and Science Fiction: An Encyclopedia (tạm dịch: Sự thật khoa học và khoa học viễn tưởng: Bách khoa toàn thư) năm 2006, phải đến khi khái niệm du hành vũ trụ trở nên phổ biến trong khoa học viễn tưởng thì các tác giả mới việc sơ tán khỏi Trái Đất trở thành một viễn cảnh có thể hình dung được. những câu chuyện trở nên phổ biến. Truyện ngắn "The Voice of the Void" (tạm dịch: Tiếng gọi từ Hư vô) năm 1930 của John W. Campbell khắc họa hành trình nhân loại rời Trái Đất trước thảm họa này. Trong khi đó truyện ngắn năm 1931 Dramatis Personae, tác giả Joseph W. Skidmore đã tạo nên viễn cảnh Mặt Trời phát nổ mà không có dấu hiệu báo trước, hệ quả là một số người đang ở trên tàu vũ trụ lại là những người duy nhất sống sót. Truyện ngắn "Nova Solis" năm 1935 của Raymond Z. Gallun và truyện ngắn "Rescue Party" năm 1946 của Arthur C. Clarke lại kể về quá trình người ngoài hành tinh đến Trái Đất để giải cứu nhân loại trước khi Mặt Trời nổ tung, tuy vậy người ngoài hành tinh phát hiện ra rằng con người đã sơ tán trước khi thảm họa xảy đến. Truyện ngắn "The Skills of Xanadu" năm 1956 của Theodore Sturgeon đã bối cảnh Mặt Trời nổ là sự kiện để giải thích tại sao loài người lại rời bỏ Trái Đất và định cư ngoài vũ trụ. Truyện ngắn "The Songs of Distant Earth" (tạm dịch: Bài hát từ Trái Đất Xa xăm) năm 1958 của Clarke (sau này được viết thêm nội dung trong tiểu thuyết cùng tên năm 1986) xoay quanh cuộc gặp gỡ giữa những người rời khỏi Trái Đất ngay trước vụ nổ của Mặt Trời với các cá thể định cư đã ngoài Hệ Mặt Trời trong vài thế kỷ. Tiểu thuyết năm 1958 của George O. Smith mang tên "Fire in the Heavens" (tạm dịch: Ngọn lửa trên thiên đường) xoay quanh chủ đề dự đoán ngày tận thế do Mặt Trời nổ, và trong truyện ngắn "Inconstant Moon" (tạm dịch: Mặt Trăng bất định) năm 1971 của Larry Niven, sự sáng lên đột ngột của Mặt Trăng trên bầu trời đêm là dấu hiệu kết luận rằng Mặt Trời đã phát nổ và sắp hủy diệt toàn bộ sự sống của con người trên Trái Đất.

### Những ngôi sao khác
Hiện nay người ta thừa nhận rằng Mặt Trời không thể biến thành siêu tân tinh (hoặc tân tinh) vì Mặt trời không thỏa mãn các điều kiện cần thiết. Tuy nhiên, một số nghiên cứu cho thấy Trái Đất vẫn bị đe dọa bởi bức xạ từ các siêu tân tinh ở xa. Trong cuốn tiểu thuyết The Twilight of Briareus năm 1974 của Richard Cowper, một siêu tân tinh cách xa khoảng 100 năm ánh sáng gây ra sự thay đổi căn bản về khí hậu Trái Đất, mở ra một kỷ băng hà mới, khi truyện ngắn The Roentgen Refugees (tạm dịch: Những người tị nạn Roentgen) năm 1977 của Ian Watson dựng lên viễn cảnh Sao Thiên Lang tạo thành siêu tân tinh, ngôi sao này cách chúng ta chỉ 9 năm ánh sáng và sẽ hủy diệt toàn bộ bề mặt Trái Đất. Tiểu thuyết Supernova (Siêu tân tinh) năm 1991 của Roger MacBride Allen và Eric Kotani lấy bối cảnh là một siêu tân tinh khác trong hệ Sao Thiên Lang, còn tiểu thuyết Aftermath (tạm dịch: Hậu quả) năm 1998 của Charles Sheffield lại là siêu tân tinh trong hệ Alpha Centauri. Trong cuốn tiểu thuyết Kỷ nguyên siêu tân tinh năm 2003 của Lưu Từ Hân, một ngôi sao tương đối gần nhưng chưa được phát hiện trước đó cách chúng ta 25 năm ánh sáng trở thành siêu tân tinh, bức xạ của nó tác động mạnh mẽ lên vật liệu di truyền của con người trên Trái Đất.
Bên cạnh con người, các nền văn minh ngoài hành tinh cũng phải đối mặt với sự nguy hiểm của siêu tân tinh. Trong truyện ngắn "The Star" năm 1955 của Clarke, một loài người ngoài hành tinh được phát hiện đã tuyệt chủng cách đây khoảng hai thiên niên kỷ khi ngôi sao phát nổ, tạo ra Ngôi sao Bethlehem trong Kinh thánh. Trong truyện ngắn "Day of Burning" năm 1967 của Poul Anderson, con người cố gắng sơ tán khỏi hành tinh đang bị đe dọa bởi một siêu tân tinh. Trong truyện ngắn "The Bear with the Knot on His Tail" năm 1971 của Stephen Tall, rào cản ngôn ngữ giữa loài người và người ngoài hành tinh đang gặp nguy hiểm đã gây khó khăn cho việc giải cứu khỏi thảm họa. Sự hủy diệt của hành tinh Krypton trong loạt phim Siêu nhân cũng là do siêu tân tinh.

## Tạo ra và khai thác siêu tân tinh
Tạo ra và khai thác siêu tân tinh cũng trở thành nguồn cảm hứng. Các tác phẩm văn học về chiến tranh trong vũ trụ sử dụng siêu tân tinh làm vũ khí. Truyện ngắn "The Universe Wreckers" năm 1930 và truyện ngắn "Starman Come Home" năm 1954 (sau này viết thêm nội dung thành tiểu thuyết The Sun Smasher năm 1959) của Edmond Hamilton, hay là tiểu thuyết Chaos in Arcturus năm 1953 của Karl Zeigfreid, tiểu thuyết The Solarians năm 1966 của Norman Spinrad khai thác chủ đề đó. Một số bộ phim khắc họa hình ảnh mô tả sự hình thành các siêu tân tinh. Nhà vật lý thiên văn Elizabeth Stanway cho rằng đó là nhờ sự hấp dẫn trực quan của các vụ nổ tạo ra. Một ví dụ là tập phim "Exodus" năm 2001 của series truyền hình Stargate SG-1. Tập phim này có cốt truyện là lỗ sâu là nguyên nhân hình thành siêu tân tinh vì nó làm ngôi sao mục tiêu mất khối lượng nhanh chóng, khiến ngôi sao này rơi và trạng thái không ổn định. Trong một số câu chuyện như cuốn tiểu thuyết năm 1989 của Rob Grant và Doug Naylor mang tên Red Dwarf: Infinity Welcome Careful Drivers, siêu tân tinh được hình thành một cách chủ đích là sử dụng ánh sáng từ ngôi sao phát nổ để tạo ra một quảng cáo giữa các vì sao. Bộ phim truyền hình Doctor Who đã thể hiện nhiều ý tưởng khi khai thác chủ đề này. Trong đó, siêu tân tinh được dùng làm vũ khí trong series Remembrance of the Daleks năm 1988 hay là siêu tân tinh được tạo ra để trở thành nguồn năng lượng cho quá trình du hành thời gian trong series The Three Doctors năm 1972; hay là siêu tân tinh xuất hiện một cách tự nhiên nhưng đang được khai thác cho nhiều mục đích khác nhau trong tập phim "Doomsday" năm 2006.